# Native Seeds/SEARCH
Native Seeds/SEARCH, fondée en 1983, est une organisation environnementale sans but lucratif, située à Tucson (Arizona) aux États-Unis.
Selon ses statuts, elle s'est donné pour mission de « conserver, distribuer et documenter les variétés de semences agricoles diverses et adaptées, leurs parents sauvages et le rôle que ces semences jouent dans les cultures du sud-ouest des États-Unis et du nord-ouest du Mexique ». 
Elle soutient les agriculteurs et les jardiniers traditionnels autochtones pour favoriser l'approvisionnement alimentaire et la santé communautaire. Plus précisément, l'organisation gère une banque de graines et une ferme de conservation à Patagonia (Arizona), et distribue des semences, des produits alimentaires indigènes et des produits d'art et artisanat indigènes, par correspondance ou dans un magasin de détail à Tucson. L'organisation fournit également des semences gratuites ou à coût réduit aux Amérindiens,
SEARCH est un acronyme qui signifie « Southwestern Endangered Aridland Resource Clearing House »(Centre d'information sur les ressources menacées des zones arides du Sud-Ouest).

## Histoire
Native Seeds/SEARCH a été fondée en 1983 par Gary Paul Nabhan, Karen Reichhardt, Barney Burns et Mahina Drees,.  L'organisation est née d'un projet de jardinage, Meals for Millions, en coopération avec la nation Tohono O'odham. Native Seeds/SEARCH a été fondée comme un moyen de conservation, de collecte et de distribution de semences de plantes cultivées traditionnellement dans le Sud-Ouest des États-Unis.  
En 1991 Gary Paul Nabhan a  reçu une subvention de la fondation MacArthur pour poursuivre ses études sur les caractéristiques agronomiques et la valeur sanitaire des plantes alimentaires du désert, notamment en ce qui concerne le contrôle du diabète chez les Indiens et les Américains d'origine hispanique.
En 2016, la banque de semences de Native Seeds/SEARCH contenait des graines de plus de 1800 variétés de plantes. En plus d'une banque de semences, Native Seeds/SEARCH a ouvert en 1997 une ferme de conservation.
Les semences sont distribuées par correspondance et dans un magasin de détail à Tucson.
Depuis 2001, Native Seeds/SEARCH a mis en place le projet Southwest Regis-Tree, qui vise à préserver in situ des espèces pérennes indigènes du Sud-Ouest. Le cœur du projet est une base de données d'arbres, d'arbustes, de vignes, de vergers, de jardins mixtes de plantes vivaces et de zones sauvages de collecte d'importance historique.